# Kabombaväxter
Kabombaväxter (Cabombaceae) är en familj av näckrosor som beskrevs av Louis Claude Marie Richard och Achille Richard. Enligt Catalogue of Life ingår Kabombaväxter i ordningen näckrosordningen, klassen tvåhjärtbladiga blomväxter, fylumet Tracheophyta och riket växter, men enligt Dyntaxa är tillhörigheten istället ordningen näckrosordningen, klassen tvåhjärtbladiga blomväxter, divisionen fanerogamer och riket växter. Enligt Catalogue of Life omfattar familjen Cabombaceae 6 arter. 
Kladogram enligt Catalogue of Life och Dyntaxa:
| Kabombaväxter | \| \| Brasenia \| \| \| \| \| \| kabombor \| \| \| \| |
|               | \| \| Brasenia \| \| \| \| \| \| kabombor \| \| \| \| |
|               | Hydatellaceae                                         |
|               |                                                       |
|               | näckrosväxter                                         |
|               |                                                       |
|               | Brasenia                                              |
|               |                                                       |
|               | kabombor                                              |
|               |                                                       |

|  | Brasenia |
|  |          |
|  | kabombor |
|  |          |

## Bildgalleri

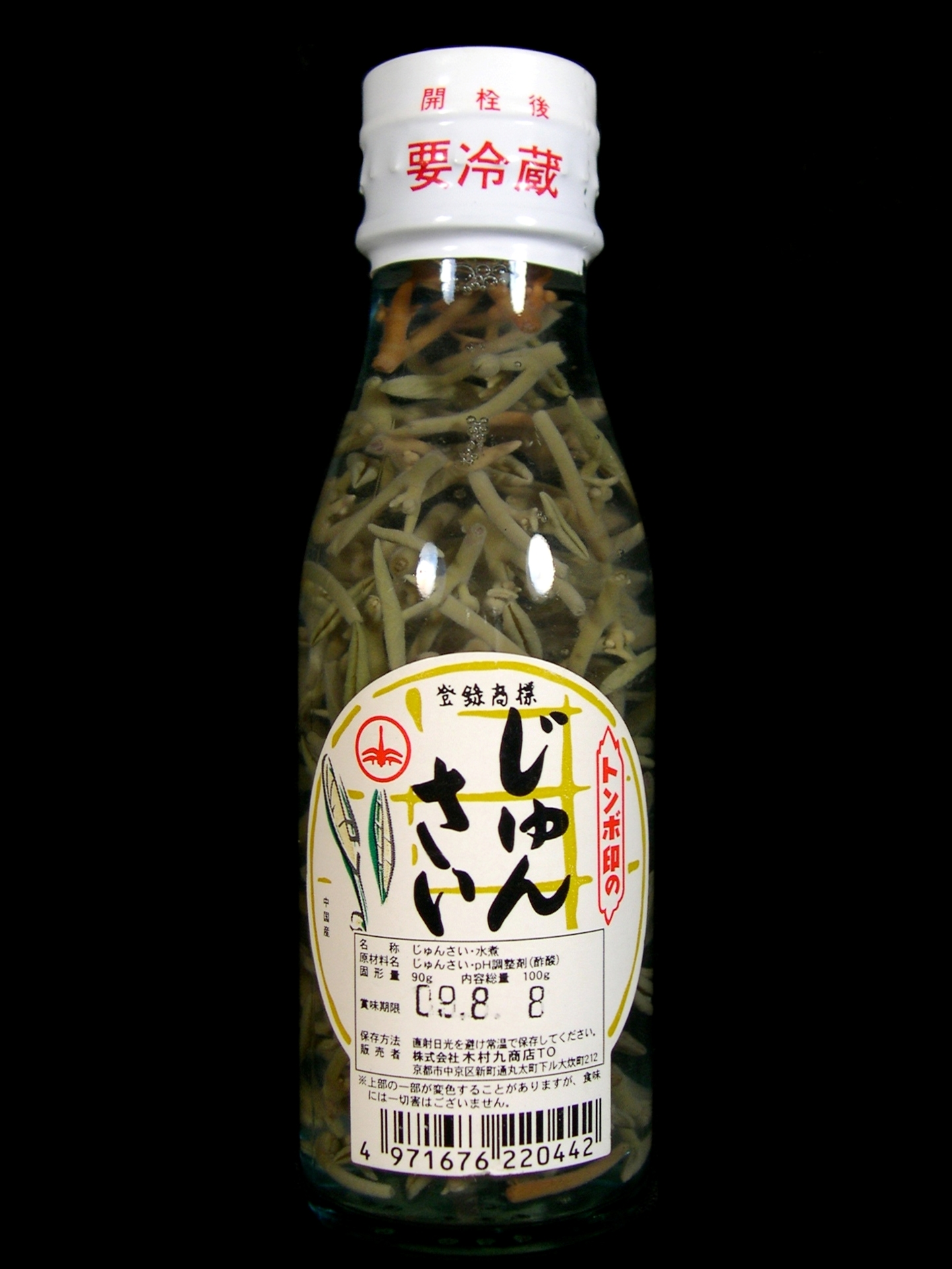
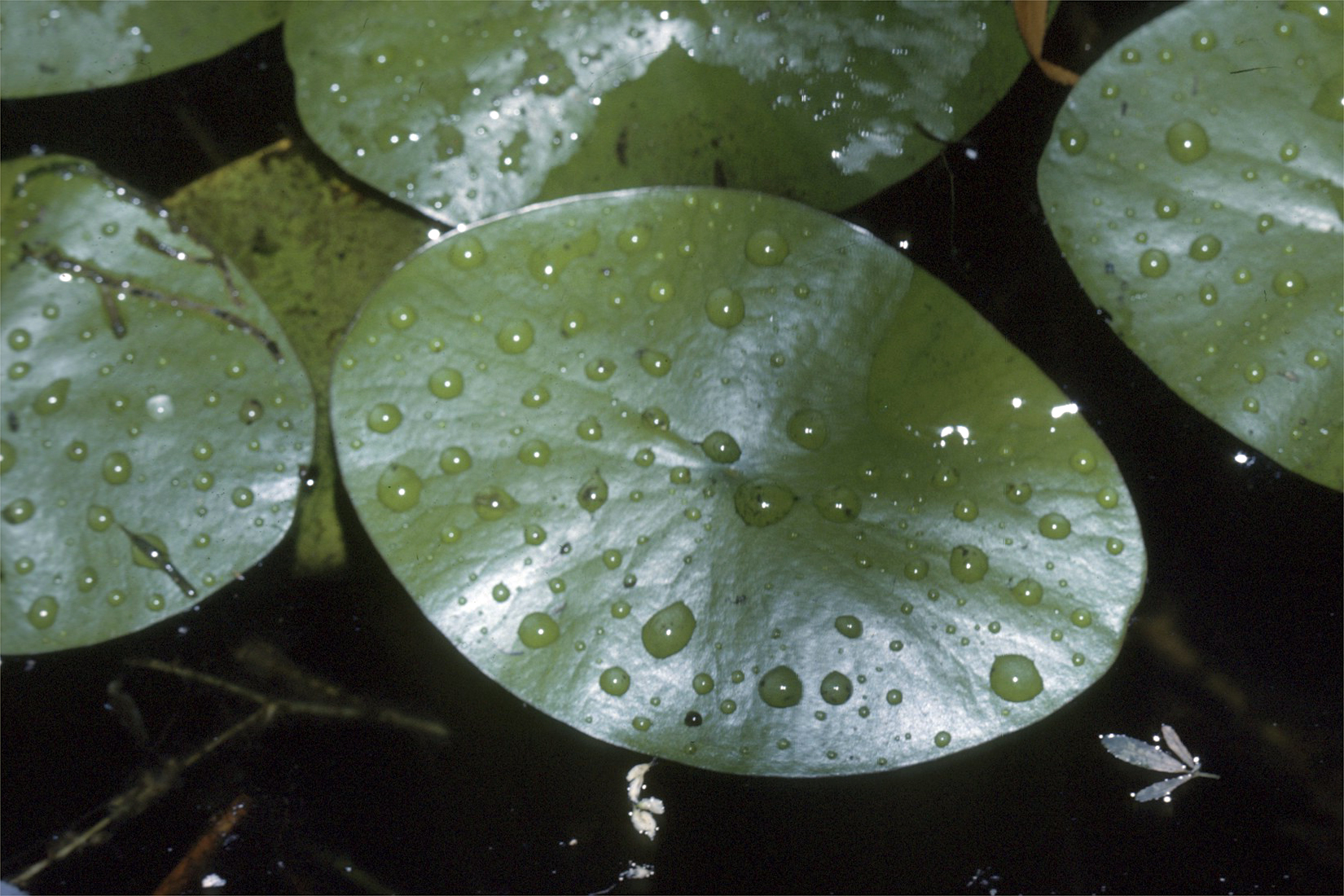
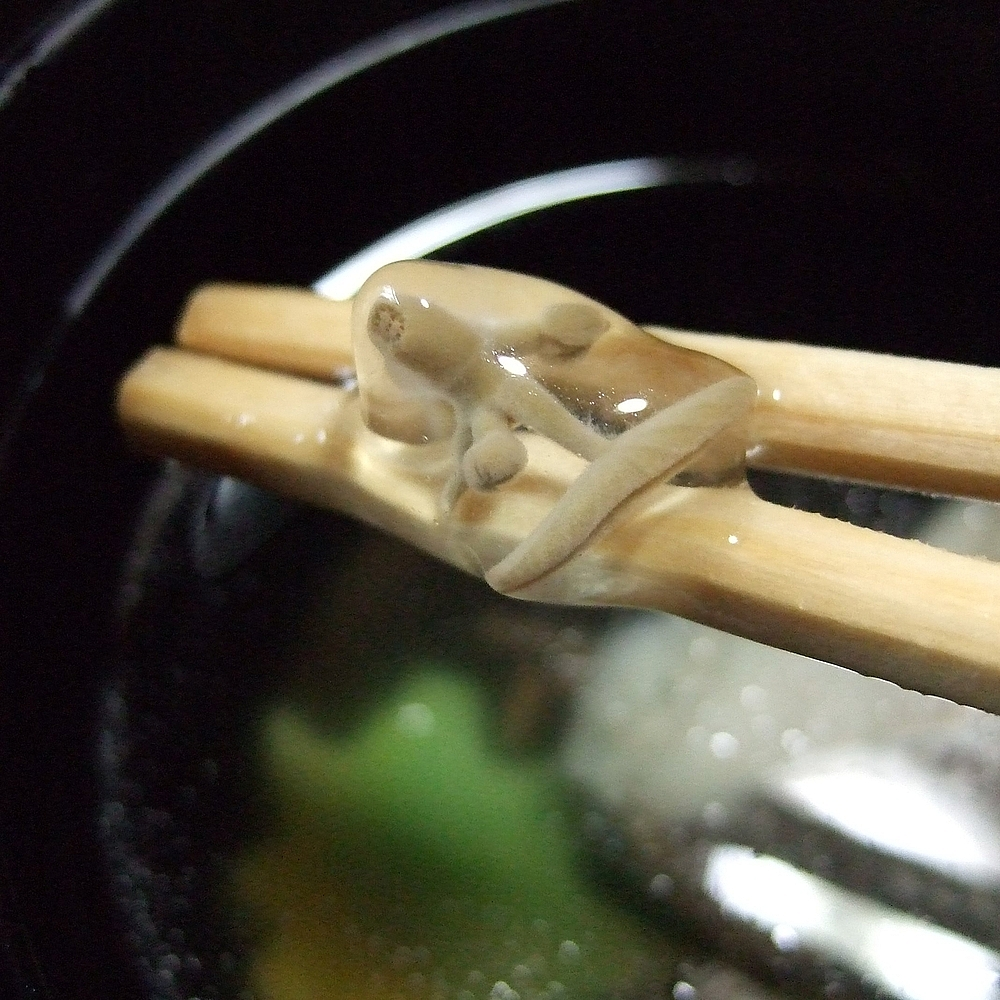
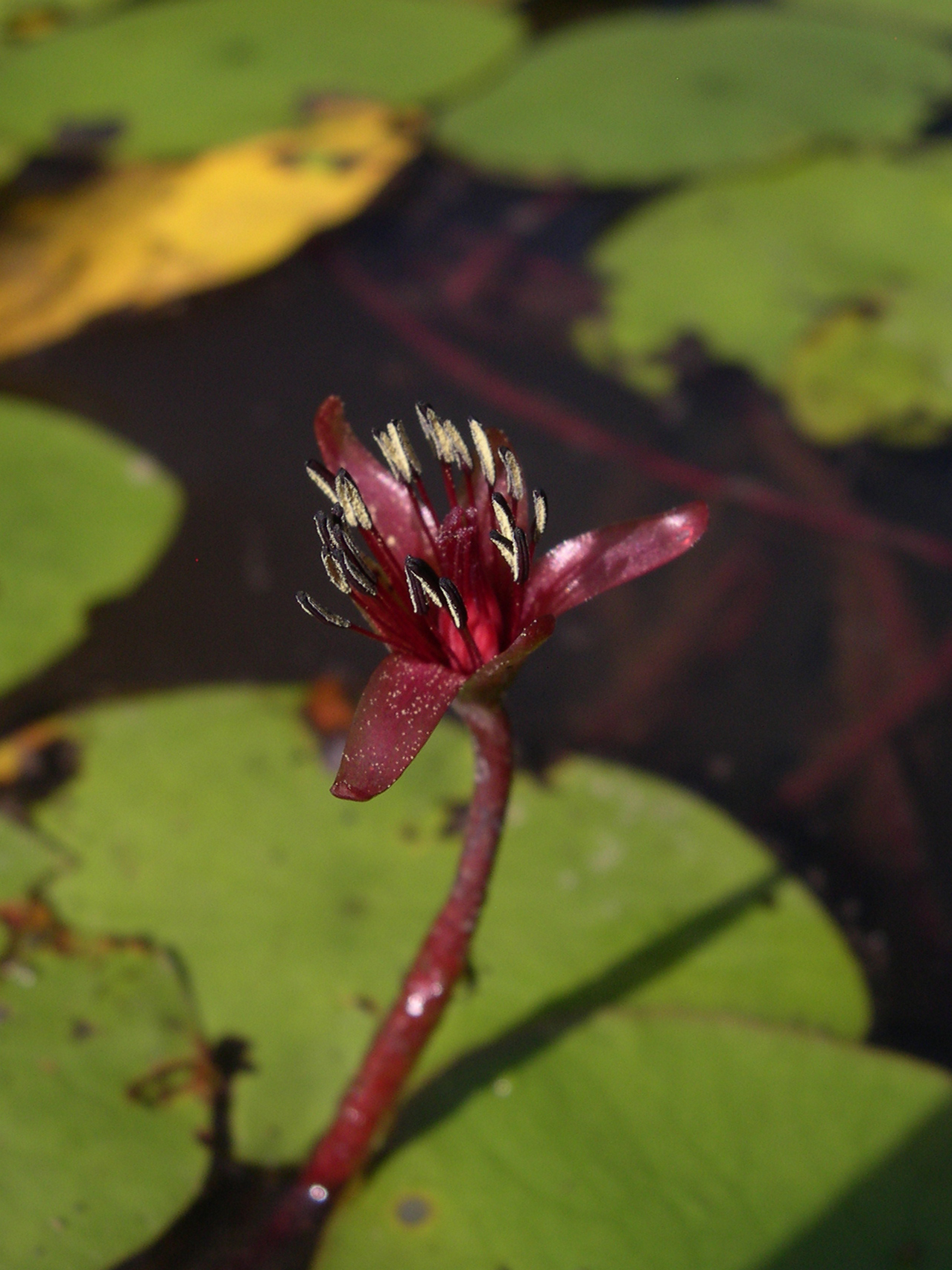
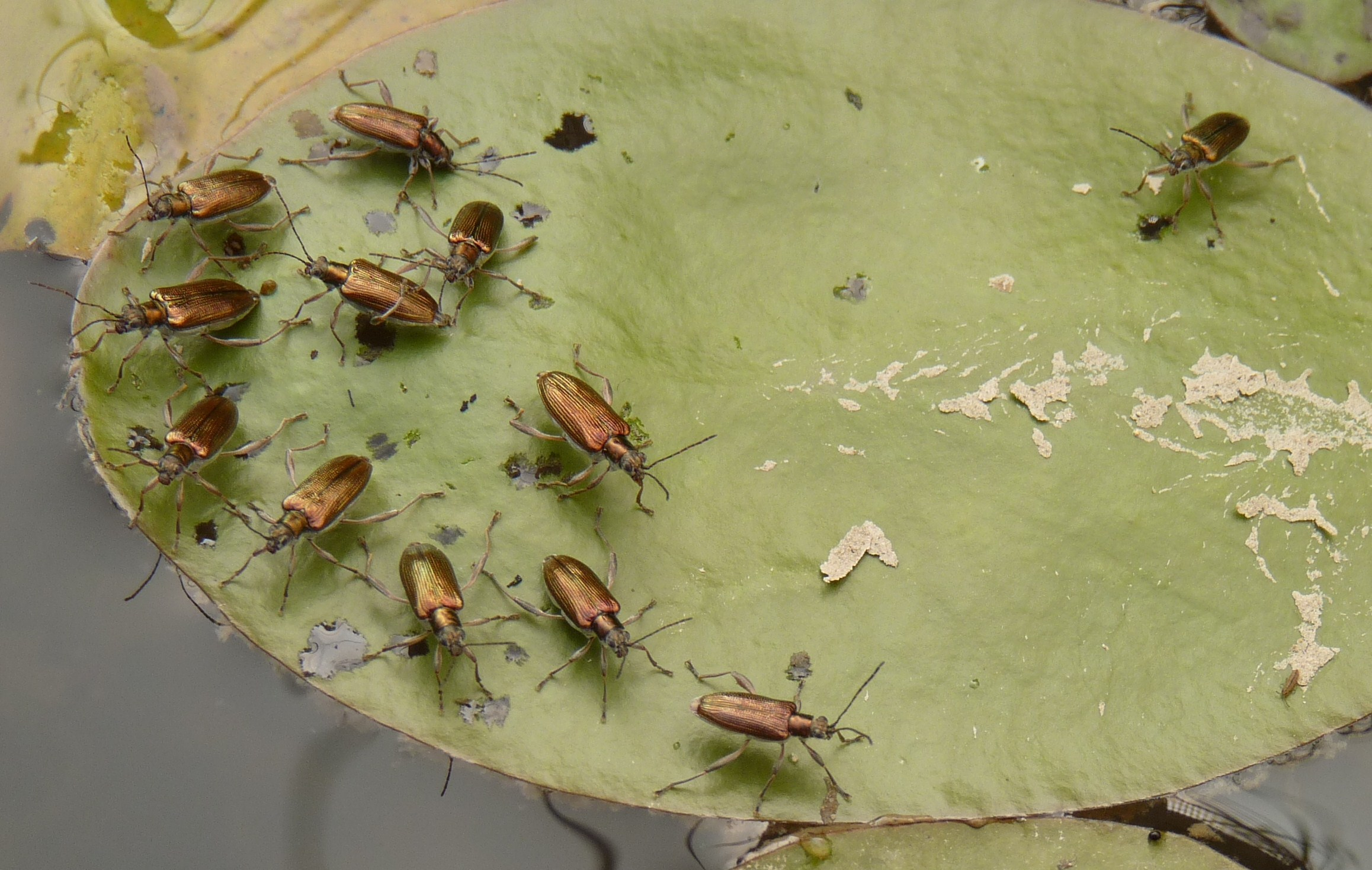
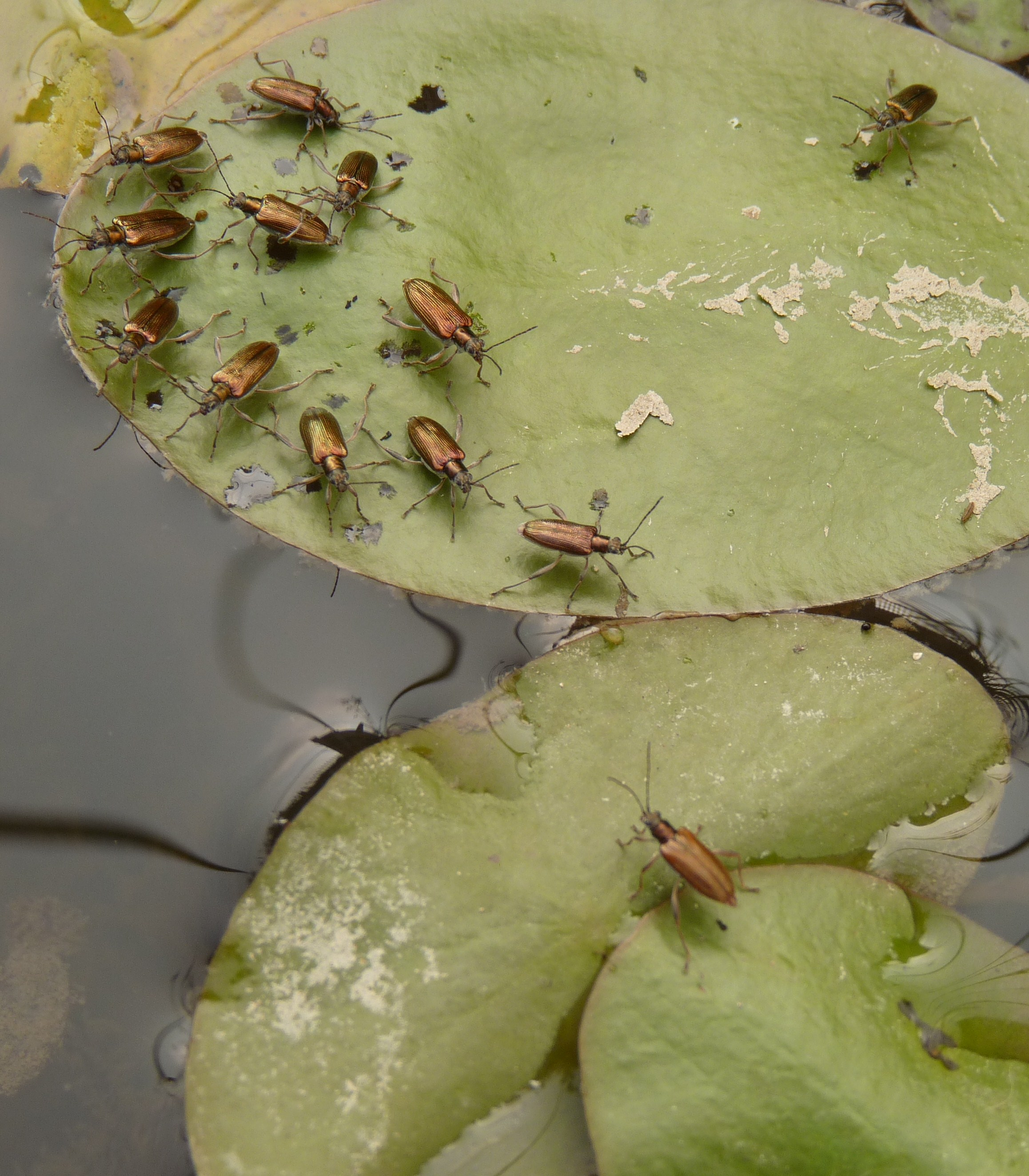